# Joan Solà
Joan Solà Cortassa (Bell Lloch, Lérida, 10 de enero de 1940-Barcelona, 27 de octubre de 2010) fue un filólogo y lingüista catalán.

## Biografía
Estudió Magisterio en Lérida y en 1965 obtuvo el título de Filología Clásica en la Universidad de Barcelona, donde también se doctoró en Filología Catalana (1970). Posteriormente amplió estudios en Lingüística General en las Universidades de Reading y de Exeter (Gran Bretaña). Desde 1966 fue profesor de Lingüística Catalana en la Universidad de Barcelona y a fines de 1983 obtuvo la cátedra de Lengua y Literatura Catalanas de la misma universidad. También fue profesor de Lingüística Catalana y de otras materias de lingüística general en diversas instituciones, públicas o privadas. Por ejemplo, en la Universidad Autónoma de Barcelona (1968-1970), en la Escuela de Maestros Rosa Sensat (1965-1970 y 2001-2002), en la Escuela de Periodismo de la Iglesia (1967-1969), en la Universidad de Verano de Prada (1971), en la Cátedra Ramon Llull de Mallorca (1977-1990 y 1995), en la Universidad de Verano de Lérida (1995), en la Universidad Rovira y Virgili o en la Universidad de Gerona. Además impartió másteres y posgrados de Lingüística Aplicada, de Edición y de Lexicografía.
Impulsó, coordinó y dirigió con ayuda de Maria Rosa Lloret, Joan Mascaró y Manuel Pérez Saldanya la famosa Gramàtica del català contemporani (Barcelona: Ampúrias, 2002, y 2.ª ed. 2008), tres volúmenes de un total de 3.616 páginas) que describe la estructura de la lengua catalana en la actualidad. Autor de más de 40 libros sobre sintaxis, historia de la lengua, léxico, prosodia, tipografía, bibliografía y otras materias de lingüística y sociolingüística; ingresó en el Instituto de Estudios Catalanes (IEC) en 1999 y fue su vicepresidente desde 2009. Formaba parte de la Comisión Catalana de Relaciones con la UNESCO.
Codirigió con Jordi Mir la edición de las Obres completes de Pompeu Fabra (ya se han publicado 5 de los nueve volúmenes) y editó la obra de Joan Corominas. Trabaja en la redacción de la sintaxis de la Nueva gramática normativa catalana del IEC. Desde 1974 publicó artículos de divulgación en el Diario de Barcelona, El Mundo y, preferentemente, en la columna «Parlem-ne», del suplemento Cultura del diario en catalán Avui. Obtuvo el premio a la investigación lingüística de la Fundación Enciclopèdia Catalana (1991) y el premio de investigación Crítica Serra d'Or por su obra Història de la lingüística catalana, 1775-1900. Repertori crític (1999), el Premio Sanchís Guarner de la Fundación Jaume I por la Gramàtica del català contemporani y la medalla Narcís Monturiol al mérito científico y tecnológico. En 2005 recibió la Cruz de Sant Jordi. Fue nombrado doctor honoris causa por la Universidad de Lérida y Premio de Honor de las Letras Catalanas 2009. Era socio de la AELC.
Murió el 27 de octubre de 2010 en Barcelona, a los 70 años. La capilla ardiente de Solà se abrió en el Paraninfo de la Universidad de Barcelona al día siguiente para toda la población. En mayo de 2011 salió a la venta L'última lliçó, el libro póstumo de Joan Solà, que contiene sus intervenciones de 2009, año en el que recogió todos los grandes reconocimientos, y otros textos.
La familia Solà hizo donación de su biblioteca privada en el CRAI Biblioteca de Letras de la Universidad de Barcelona, y de su archivo personal a la Biblioteca de Cataluña.

## Obra
1. Todos los libros de la biblioteca Joan Solà en la Universidad de Barcelona
2. Estudis de sintaxi catalana. Barcelona: Edicions 62, 2 vols., 1972-1973. (Vol I: 2.ª ed., 1973; 3ª ed., 1980; 4ª ed., 1985 / Vol II: 2.ª ed., 1978; 3ª ed., 1982; 4ª ed., 1993)
3. A l'entorn de la llengua. Barcelona: Laia, 1977. (2.ª ed., 1984)
4. Del català incorrecte al català correcte. Història dels criteris de correcció lingüística. Barcelona: Edicions 62, 1977. (2.ª ed., 1985)
5. Pompeu Fabra, Sanchis Guarner i altres escrits. València, Eliseu Climent, 1984.
6. Problemàtica de la normativa del català. Actes de les Primeres Jornades d'Estudi de la Llengua Normativa [amb M. Teresa Cabré i Castellví, Joan Martí i Castell y Lídia Pons i Griera]. Barcelona: Publicacions de l'Abadia de Montserrat, 1984.
7. Sintaxi generativa catalana [amb Sebastià Bonet]. Barcelona: Enciclopèdia Catalana, 1986. (Reimpressió, 1988)
8. L'obra de Pompeu Fabra. Barcelona: Teide, 1987. (2.ª ed., 1991)
9. Qüestions controvertides de sintaxi catalana. Barcelona: Edicions 62, 1987. (2.ª ed., 1989; 3ª ed., 1994)
10. Actes de les Segones Jornades d'Estudi de la Llengua Normativa [con M. Teresa Cabré, Joan Martí y Lídia Pons]. Barcelona: Publicacions de l'Abadia de Montserrat, 1987.
11. Tractat de puntuació [con Josep M. Pujol]. Barcelona: Columna, 1989. (2.ª ed., 1990; 3ª ed.-reimpressió, 1990; 4ª reimpressió, 1992)
12. Actes de les Terceres Jornades d'Estudi de la Llengua Normativa [con Joan Martí y Lídia Pons]. Barcelona: Publicacions de l'Abadia de Montserrat, 1989.
13. Lingüística i normativa. Barcelona: Empúries, 1990.
14. Episodis d'història de la llengua catalana. Barcelona: Empúries, 1991.
15. Sobre lexicografía catalana actual. [Joan Solà (prólogo y edición)]. Barcelona: Empúries, 1992.
16. La llengua, una convenció dialèctica. Barcelona: Columna, 1993.
17. Sintaxi normativa: estat de la qüestió. Barcelona: Empúries, 1994. (2ªed., 1994; 3ª ed., 1997)
18. Gramàtica i lexicografia catalanes: síntesi històrica [con Albert Rico]. València: Universitat de València, 1995.
19. Ortotipografia. Manual de l'autor, l'autoeditor i el dissenyador gràfic [con Josep M. Pujol]. Barcelona: Columna, 1995. (2.ª ed., 1995; 3ª ed., 2000)
20. Història de la lingüística catalana, 1775-1900. Repertori crític [con Pere Marcet i Salom]. Vic: Eumo, 1998.
21. L'obra de Joan Coromines. Cicle d'estudi i homenatge [Joan Solà (ed.)]. Sabadell: Fundació Caixa de Sabadell, 1999.
22. Parlem-ne. Converses lingüístiques. Barcelona: Proa, 1999.
23. La terminologia lingüística en l'ensenyament secundari. Propostes pràctiques con Jaume Macià Guilà. Barcelona: Graó, 2000.
24. Gramàtica del català contemporani [con Maria-Rosa Lloret, Joan Mascaró y Manuel Pérez Saldanya]. Barcelona: Empúries, 2002. (2a. ed. i 3a. ed., 2002 i 4a. ed. definitiva, 2008).
25. Ensenyar la llengua. Barcelona: Empúries, 2003.
26. Pompeu Fabra, Obres completes [a cuidado de Joan Solà y Jordi Mir]. Barcelona/València/Palma: Enciclopèdia Catalana S.A./Edicions 62/Edicions 3i4/Moll, vol. I, 2005; vol. II, 2006; vol. III, 2006; vol. IV, 2008 i vol. V, 2007.
27. Plantem cara [Neus Nogué (prólogo) y Helena Gonzàlez (índice)]. Barcelona: La Magrana, 2009.
28. Llibre d'estil de la Caixa d'Estalvis i Pensions de Barcelona [Joan Solà (dir.); Jaume Gibert i Sunyer (coord.); Daniel Cassany Comas (red.); Rosa Colomer Artigas (léxico y terminología)]. Barcelona: Caixa d'Estalvis i Pensions de Barcelona, 1991 (2.ª ed., 1993).
29. Llibre d'estil de l'Ajuntament de Barcelona Joan Solà (dir.), con colaboración de Xavier Fargas, Anna Gudiol y Alba Freser. Barcelona, Ajuntament de Barcelona, 1995 (Reimpressió, 2000).
30. Llengua Catalana [para COU] [con Eusebi Coromina y Joan Badia]. Barcelona: Bruño, 1990.
31. Història de les idees lingüístiques als Països Catalans [con Pere Marcet]. Sabadell, 1982.
32. L'etern problema entre la llengua i el poder. Manacor, 1988.
33. Panorama de la llengua catalana. [Olot: Miquel Plana], 1996.
34. Joan Coromines com a exemple. Barcelona: Publicacions i Edicions de la Univeristat de Barcelona, 2005.